# Charles Barney Cory
Pour les articles homonymes, voir Cory (homonymie).
Charles Barney Cory est un ornithologue et golfeur américain, né le 31 janvier 1857 à Boston et mort le 31 juillet 1921. Grand collectionneur, il est à l'origine du département d'ornithologie du Musée Field de Chicago, devenu aujourd'hui la quatrième plus grande collection du monde.

## Jeunesse
Très tôt il est intéressé par les activités sportives et l’observation de la vie animale. À onze ans, il économise en secret pour s’acheter un pistolet avec lequel, lui et d’autres jeunes du voisinage tirent sur les oiseaux. Son père encourage ses intérêts et l’initie à différents sports comme la boxe, le tir, l’escrime… À seize ans, il réalise sa première expédition dans le Maine au cours de laquelle, avec un ami nommé Bicknell, il chasse et pêche. Cette excursion l’encourage à étudier l’histoire naturelle et il commence alors une collection de peau d’oiseaux. Il rejoint en février 1876 le Nuttall Ornithological Club, fondé deux ans plus tôt. Il fait la connaissance de William Brewster (1851-1919), d’Henry Wetherbee Henshaw (1850-1930) et de Ruthven Deane (1851-1934).
En 1875, il fait un grand voyage en Europe avec sa mère et visite l’Angleterre, la France et l’Italie. À Florence, il fait le projet de visiter l’Égypte et rencontre, juste avant le départ, un autre jeune Américain, Martin Antoine Ryerson (1856-1932). Ensemble, ils organisent une expédition dans la vallée du Nil durant laquelle ils chassent beaucoup, ce qui contribue à enrichir considérablement la collection du jeune Cory.
Cory entre à la Lawrence Scientific School de Harvard et fréquente le Museum of Comparative Zoology dont le département des mammifères et des oiseaux est tenu par Joel Asaph Allen (1838-1921). Il ne suit pas très assidûment les cours et à l’automne 1878 il entre à la Boston Law School mais il n’y restera que quelques mois. À côté de l’ornithologie, il se passionne pour le sport et notamment l’athlétisme. En novembre 1877, il sèche les cours pour partir en Floride où il reste à chasser jusqu’en janvier 1878. Il en profite pour écrire son premier livre Southern Rambles qui sera publié par A. Williams & Company de Boston en 1881.

## Voyages, chasse et pêche
Commence alors pour Cory, une vie faite de chasse, de pêche, de voyages fréquents et d’activités sportives. L’argent que lui alloue son père lui permet de mener durant une trentaine d'années cette même vie de loisirs. Courant juillet et août 1878, alors qu’il est dans des îles à l’embouchure du Saint-Laurent, il écrit A Naturalist in the Magdalen Islands. En décembre, il part pour les Bahamas. Son séjour de huit mois lui permet d’écrire ses Birds of Bahamas. En 1880, il part en Europe afin d'y rencontrer des ornithologues, acheter des livres et des spécimens pour enrichir sa collection. En Grande-Bretagne, il rencontre Philip Lutley Sclater (1829-1913), Henry Seebohm (1832-1895), Osbert Salvin (1835-1898), Frederick DuCane Godman (1834-1919) entre autres. En France, il rencontre Adolphe Boucard (1839-1905) et Auguste Sallé (1820-1896).
De retour aux États-Unis, il projette de donner une suite à son livre sur les oiseaux des Bahamas et part pour Haïti en février 1881. Son père décède en août 1882 et il hérite d’une immense fortune. Ceci ne change guère sa manière de vivre. Il se marie le 31 mai 1883 avec Harriet W. Peterson qui l’accompagne dans ses voyages de chasse et de récolte d'oiseaux. De cette union naîtra une fille, qui mourra en bas âge, puis un fils. Peu après son mariage, il fait construire une maison sur une propriété de plus de 400 hectares près de Hyannis, Massachusetts. Cory y entretient une grande variété de gibier : élan, cerf, antilope, faisan, etc. Il y protège aussi la faune aviaire qui ne se chasse pas, constituant ainsi l’une des premières, et peut-être même la toute première, réserve pour les oiseaux des États-Unis.

## Cory et l’ornithologie
Il participe à la création de l’American Ornithologists' Union et reçoit le titre de fondateur. Il devient aussitôt membre à vie. En 1886 et 1887, il en est le trésorier, en 1888 et en 1896, il exerce la fonction de conseiller, de 1898 à novembre 1903, il exerce celle de vice-président et celle de président de 1903 à novembre 1905.
Cory fait paraître de nombreux articles dans le Bulletin of the Nuttall Club et The Auk. En automne 1884, il part dans le Dakota et le Montana chasser le canard et l’oie avec ses amis Martin Antoine Ryerson (1856-1932) et Charles Richard Crane (1858-1939). L’hiver suivant, il redécouvre la Floride et en tombe amoureux. Il y passe chacun de ses hivers. Outre de pouvoir exercer ses passe-temps habituels, la Floride lui permet de partir aisément dans les Caraïbes et à Cuba. Il installe un petit muséum à Palm Beach et y emploie un taxidermiste et un gardien. Le muséum présente un riche assortiment d'oiseaux mais aussi de mammifères, de reptiles et de poissons. L’établissement est détruit par un incendie en 1903 et Cory regrettera toujours la perte des spécimens les plus rares qui y étaient conservés.
Cory reçoit volontiers ses amis pour des parties de chasse mais rencontre aussi des naturalistes comme Frank Michler Chapman (1864-1945), Juan Gundlach (1810-1896) (à Cuba), Émile Oustalet (1844-1905) et Alphonse Milne-Edwards (1835-1900) (lors du congrès international de zoologie de Paris), Alfred Newton (1829-1907) et Richard Bowdler Sharpe (1847-1909) (à Londres).
Grâce à ses voyages incessants et au travail fournit par les collecteurs qu’il emploie, sa collection grandit rapidement et atteint près de 19 000 spécimens en 1892. Les nouvelles espèces sont décrites dans différentes publications comme The Beautiful and Curious Birds of the World (1883). Il fait également paraître The Birds of Haiti and San Domingo (en 1885), A List of the Birds of the West Indies (1885-1886), et The Birds of the West Indies (en 1889).

## Le Musée Field
En 1887, il est élu conservateur des oiseaux au Boston Society of Natural Sciences, fonction essentiellement honoraire qu’il conserve jusqu’en 1905. Après l’Exposition universelle de 1893 à Chicago, le Field Museum of Natural History est inauguré. Edward Everett Ayer (1841-1927) qui en assure la présidence connaît la collection de Cory, celle-ci pouvant être une base pour la constitution d'un département d’ornithologie. On lui propose alors un poste de conservateur pour les oiseaux, Daniel Giraud Elliot (1835-1915) prenant en charge l’ensemble de la zoologie. Cette fonction honoraire (bien que cette expression n’avait rien d’officielle) lui permettait de pouvoir se consacrer à l’enrichissement de ses collections sans avoir à en assurer la conservation. George Kruck Cherrie (1865-1946) est conservateur assistant de 1894 à 1897,  Walter E. Bryant (1861-1905) le remplace de 1898 jusqu’en 1904 quand il est remplacé à son tour par Ned Dearborn. Cory va une à trois fois par an dans le Muséum. Cette situation, où la collection privée sert de noyau à la création d'un muséum public, n'est pas exceptionnel dans l'histoire des sciences naturelles : il suffit de mentionner, par exemple, le cas des collections du comte Johann Centurius von Hoffmannsegg (1766-1849) qui servent de base à la création du musée de zoologie de Berlin (l'actuel musée d'histoire naturelle de Berlin) au début du XIXe siècle. Ces collectionneurs offrent à une institution publique leur collection en échange de la garantie de leur conservation.
Cory se consacre à la publication d’ouvrages populaires comme Hunting and Fishing in Florida (1896), Key to the Water Birds of Florida (1896), How to Know the Ducks, Geese and Swans (1897), How to Know the Shore birds (1897), The Birds of Eastern North America (1899-1900). Ces petits guides, comprenant de succinctes clefs de détermination et quelques illustrations, sont très en vogue auprès des chasseurs plutôt que des ornithologues. En 1904, il participe aux Jeux olympiques de St. Louis dans la catégorie individuel, mais il ne termina pas la compétition.

## La ruine
En 1906, Cory réalise des placements hasardeux, notamment des plantations de canne à sucre, et perd l’intégralité de sa fortune au point de devoir chercher un emploi pour nourrir sa famille, alors qu’âgé de près de cinquante ans, il n’avait jamais eu à gagner par lui-même le moindre dollar. Sa fonction au Musée Field étant tout à fait bénévole, il obtient un poste de conservateur en zoologie. Il s’installe alors dans une petite maison de Chicago, renonçant à fréquenter ses anciens amis de la Haute société américaine. Il occupe ce poste durant quinze ans, s’occupant de la préparation des oiseaux et des ouvrages d’ornithologie. Il rédige ainsi The Birds of Illinois and Wisconsin que le Muséum fait paraître en 1909 qui sera suivi de Mammals of Illinois and Wisconsin. Il s’engage alors dans une immense entreprise : faire paraître un livre sur les oiseaux des Amériques, The Birds of the Americas. La première partie de celui-ci parait en 1918, suivie de la deuxième en 1919. En novembre 1920, il est frappé de paralysie. Malgré ce handicap et une santé très fragile, il continue jour après jour à travailler sur la troisième et dernière partie. Les spécimens lui sont envoyés à domicile. En juillet 1921, il est hospitalisé à Ashland et meurt peu après. La troisième partie paraît peu après et sera complétée par Carl Edward Hellmayr (1878-1944).
Cory est aujourd'hui considéré comme l'un des personnages importants de l’histoire de l’ornithologie américaine. Ses publications comptent plus de cent titres. Hans von Berlepsch (1850-1915) lui dédie la synallaxe de Cory (Schizoeaca coryi) en 1888.

### Liste partielle des publications
- Birds of the Bahama islands; containing many birds new to the islands, and a number of undescribed winter plumages of North American species (Compte d’auteur, Boston, 1880).
- Catalogue of West Indian birds, containing a list of all species known to occur in the Bahama Islands, the Greater Antilles, the Caymans, and the Lesser Antilles, excepting the islands of Tobago and Trinidad (Compte d’auteur, Boston, 1892).
- The birds of eastern North America known to occur east of the nineteenth meridian (Field Columbian museum, 1899) – Consultable sur American Librairies (consultation du 11 décembre 2007).
- The birds of Illinois and Wisconsin (Chicago, 1909).
- Descriptions of new birds from South America and adjacent islands (Chicago, 1915).
- How to know the ducks, geese and swans of North America, all the species being grouped according to size and color (Little, Brown & co., Boston, 1897).
- How to know the shore birds (Limicolæ) of North America (south of Greenland and Alaska) all the species being grouped according to size and color (Little, Brown & co., Boston, 1897).
- Hunting and fishing in Florida, including a key to the water birds known to occur in the state (1896, réédité en 1970).
- The mammals of Illinois and Wisconsin (deux volumes, Chicago, 1912).
- Montezuma’s castle, and other weird tales (Compte d’auteur, 1899).
- Notes on little known species of South American birds with descriptions of new subspecies (Chicago, 1917).
- Southern rambles (A. Williams & company, Boston, 1881).
- Descriptions of new birds from South America and adjacent Islands… (1915).
- Descriptions of twenty-eight new species and subspecies of neotropical birds… (sans date).
- Notes on South American birds, with descriptions of new subspecies… (1915).
- Beautiful and curious birds of the world (compte d’auteur, 1880).
- The birds of the Leeward Islands, Caribbean Sea (Chicago, 1909).
- The birds of the West Indies (Estes & Lauriat, Boston, 1889).
- Descriptions of apparently new South American birds (Chicago, 1916).
- Descriptions of twenty-eight new species and sub-species of neotropical birds (Chicago, 1913).
- Hypnotism and mesmerism (A. Mudge & son, Boston, 1888).
- A list of the birds of the West Indies (Estes & Lauriat, Boston, 1885).
- A naturalist in the Magdalen Islands; giving a description of the islands and list of the birds taken there, with other ornithological notes (compte d’auteur, 1878).